# Jacques Oudin (biologiste)
Pour les articles homonymes, voir Jacques Oudin et Oudin.
Pour l'homme politique, voir Jacques Oudin.
Jacques Oudin (1908-1985) est un chercheur français en immunologie ; médaille d'Or du CNRS et membre de l'Académie des Sciences, il marque l’immunologie contemporaine par trois avancées majeures : la création d'une nouvelle méthode d'analyse, la découverte de l'allotypie des protéines, la découverte de l'idiotypie des anticorps.

## Jeunesse et famille
Né à Dreux le 15 mai 1908, il meurt au Kremlin-Bicêtre le 15 octobre 1985.

Mobilisé en août 1939 comme médecin lieutenant, il est fait prisonnier en juin 1940, puis libéré en janvier 1941 avec le personnel des services sanitaires.

Il épouse en 1944 Catherine Gautier (1919-2011) ; ils auront 5 enfants et 12 petits-enfants.

Quand sa vie professionnelle lui en laissait le temps, il aimait s’adonner à la peinture, et à la navigation à voile avec sa famille.

## Carrière scientifique
Interne à l’hôpital Pasteur en 1935, il entre comme boursier à l’Institut Pasteur en 1937, et il y reste pendant toute sa carrière scientifique. Chef de laboratoire en 1944, il dirige à partir de 1959 le service d’immunochimie analytique spécialement créé pour lui. Il est nommé en 1964 directeur de recherches au CNRS.

Trois avancées scientifiques parmi les plus marquantes de l’immunologie contemporaine jalonnent sa carrière scientifique : l’invention d’une méthode d’analyse immunochimique en milieu gélifié, les découvertes de l’allotypie des protéines et de l’idiotypie des anticorps.

Autre grand pastorien, François Jacob (prix Nobel de médecine 1965) écrit à propos de Jacques Oudin : « C’était un chercheur solitaire. L’un des derniers dans un monde qui est devenu l’affaire des grandes équipes… Personnage tout d’une pièce, Jacques Oudin ne se prêtait ni au compromis, ni à la demi-mesure. L’intrigue lui répugnait, tout autant que la flatterie. Ce qu’il avait à dire, il le disait sans fard ni ménagement. Ce qui ne lui valait pas que des amis. Mais lui valait d’apparaître comme un symbole de l’honnêteté scientifique et intellectuelle… une des figures les plus marquantes et les plus pures de l’Institut Pasteur et de la recherche française dans ce siècle ».

L’importance et l’originalité de ses travaux a conduit de nombreux scientifiques à le considérer comme un des « oubliés » du prix Nobel,,,.

## Principaux travaux
En 1936, il soutient sa thèse de doctorat en médecine (étude histologique des épithéliomas du testicule). 

En 1946, il crée une méthode d'analyse immunochimique en milieu gélifié, qui lui vaut une notoriété internationale. Il la présente dans sa thèse de doctorat ès sciences qu'il soutient en 1949.  Durant un quart de siècle, cette méthode sera la seule au monde pour dénombrer, identifier et finalement doser les antigènes.

En 1956 il découvre l’allotypie des protéines. On pensait auparavant que tous les individus d’une même espèce animale avaient la même spécificité antigénique (isotypie). Il montre que les spécificités antigéniques varient en réalité d’un individu à l’autre (allotypie) et sont transmises héréditairement suivant les lois de Mendel,,. C'est l’acte de naissance de l’immunogénétique.

En 1963 il découvre l’idiotypie des anticorps, en observant que les anticorps possèdent des spécificités antigéniques autres que les spécificités allotypiques et apparemment liées à la fonction anticorps : le système immunitaire de l’individu qui produit des anticorps est capable de réagir, dans des conditions non pathologiques, contre ces spécificités, qu'il qualifiera d'idiotypiques, et de contribuer ainsi à la régulation de leur production,.

Cette découverte rend possible la théorie du réseau idiotypique élaborée par Niels Jerne, qui vaut à celui-ci le prix Nobel en 1984. Il déclarera peu après à propos de sa théorie : « Celle-ci est fondée surtout sur les travaux d'un chercheur de l'Institut Pasteur, Jacques Oudin. M. Oudin a découvert cette chose curieuse que les anticorps, ces millions de molécules différentes, constituent elles-mêmes pour le corps des molécules étrangères. Et que le système immunitaire produit des anticorps contre ces anticorps que l'on appelle anticorps anti-idiotypiques. Mais ça ne s'arrête pas là. Car ces anticorps contre les anticorps sont eux aussi des molécules étrangères. Alors le système immunitaire fabrique des anticorps contre les anticorps des anticorps, et ainsi à l'infini ». Jacques Oudin lui-même aimait à utiliser sur ce point la comparaison de deux miroirs qui se font face et qui n'en finissent pas de se renvoyer leur image. Depuis lors, l'étude de la genèse des maladies auto-immunes repose bien souvent sur cette notion.

C’est Jacques Oudin qui a forgé,, ces mots d’isotypie, allotypie et idiotypie (à partir du grec : ίσος semblable, άλλος autre, ίδίος propre, τυπος empreinte) qui ont été par la suite utilisés par la communauté scientifique tout entière,, et qui expriment l’infinie possibilité d’adaptation de notre système de défense immunitaire.

## Engagements militants
Selon François Jacob : « Toute injustice le hérissait. Tout abus le rebutait. D’où son engagement, son combat pour de nombreuses causes comme le génocide arménien. Membre actif de l’association Amnesty international, il était aussi l’un des membres les plus assidus du Comité de Défense des Hommes de Science (CODHOS), chargé par notre Académie des Sciences de veiller sur les libertés des scientifiques ».

## Distinctions
- Officier de la légion d’honneur
- Prix Paul Ehrlich (1960)
- Prix de la fondation Gairdner au Canada (1968)
- Médaille d’or du CNRS (1972)
- Prix Charles Léopold Mayer (1973)
- Grand Prix Scientifique de la Ville de Paris (1977)
- Membre de l’Académie des sciences (élu en 1979)Médaillon représentant Jacques Oudin à l'Institut Pasteur

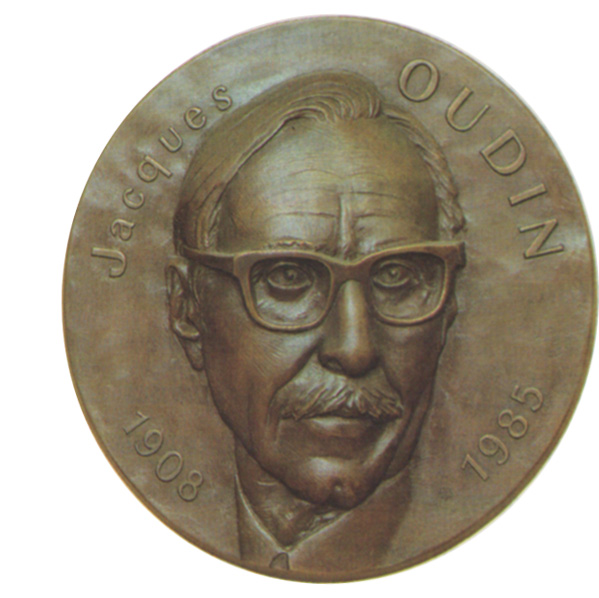
Médaillon représentant Jacques Oudin à l'Institut Pasteur

- Correspondant étranger de l’Académie Royale de Médecine de Belgique – Associé étranger de l’Académie Nationale des Sciences USA (Washington) – Membre étranger de l’Académie Royale Suédoise des Sciences – Membre honoraire étranger de l’Académie Américaine des Arts et Sciences (Boston)

## Hommages
En janvier 1979, à l’occasion de son soixante-dixième anniversaire, un colloque international lui est consacré à l’Institut Pasteur avec le concours du C.N.R.S. et de la Société Française d’Immunologie

Le 27 juin 1992, un médaillon à son effigie, frappé par l’atelier de gravure de la Monnaie, est inauguré à l’Institut Pasteur et prend place aux côtés d’autres pastoriens prestigieux. 
En 2002, la Société Française d’Immunologie crée un « prix Jacques Oudin » de recherche en immunologie clinique, qui a pour objectif de récompenser un travail original de recherche en immunologie fondamentale, translationnelle, ou clinique, ayant des applications directes en thérapeutique dans les domaines des maladies auto-immunes et infectieuses, des déficits immunitaires ou le cancer.

Une rue porte son nom à Dreux dans le quartier des Rochelles, à proximité de l’avenue Marceau. 